# Helena (Georgia)
Helena – miasto w Stanach Zjednoczonych, w stanie Georgia, w hrabstwie Telfair.